# آدمیزاد نیازمند عشق است
«آدمیزاد نیازمند عشق است» (انگلیسی: People Need Love) ترانه‌ای از ابرگروه موسیقی پاپ آبا است که در سال ۱۹۷۲ منتشر شد. مهندس صدای این ترانه میکل بی. تریتو بود که می‌خواست یک دیوار صوتی مشابه کارهای فیل اسپکتور برای این ترانه ایجاد کند. این بالاد احساسی دربارهٔ همهٔ آن چیزهایی است که مردم می‌توانند به یکدیگر بدهند تا زندگی خود را آسان‌تر کنند و دنیایی بهتر بسازند.

## جداول موسیقی
| جدول (۱۹۷۲)                        | بالاترین رتبه |
| ---------------------------------- | ------------- |
| ۱۰۰ ترانه آینده‌نگر برتر (کش‌باکس)   | ۱۱۴           |
| جدول تک‌آهنگ‌های آمریکا (رکورد ورلد) | ۱۱۷           |